# Ralph Mulford
Pour les articles homonymes, voir Mulford.
Ralph Kirkman Mulford, dit le Gumdrop Kid, né le 28 décembre 1884 à Brooklyn (New York City) et mort le 23 octobre 1973 à Asbury Park (New Jersey) à 88 ans, est un pilote automobile américain.

## Biographie
Dès l'âge de dix ans, il commença à s'intéresser à la mécanique, et il construisit son premier moteur performant à 16 ans : remarqué alors par Lozier, il fut engagé en 1905 par sa compagnie naissante comme démonstrateur. En 1907, il apporta sa première victoire au constructeur, lors d'une course de côte.
Ingénieur de formation, il concourut dans le championnat National AAA durant 13 saisons consécutives, avec plus de 10 courses disputées par années entre 1917 et 1919. De 1910 à 1919, il remporta au moins une victoire à chacune des saisons.
Il conduisit sur Lozier (1907 et 1911), Knox (1912), Duesenberg (1913 à 1915), Mercedes (sporadiquement en 1913 et 1914), Peugeot (1914 à 1916, amenant ainsi la L76 4 fois à la victoire, pour les trois courses de Galveston en 1914 ainsi qu'à Sheepshead Bay en 1916), Hudson (1917) et Monroe-Frontenac (1917 à 1922). Sa femme l'accompagnait souvent sur les pistes, servant d'aide mécanicien aux stands.
En 1911, il termina deuxième de la première édition des 500 miles d'Indianapolis, après un intense duel avec Ray Harroun durant toute la seconde moitié de l'épreuve. Mulford contesta la victoire de ce dernier pour des problèmes de changements de pneumatiques, mais il fut débouté par les officiels.
En 1912, les primes de l'Indy 500 étaient offertes aux 12 premiers une fois le vainqueur déclaré. Alors qu'il était 10e et dernier provisoire de la course, il apprit que Joe Dawson venait de remporter l'édition. Prenant alors tout son temps pour couvrir les 100 miles lui restant à faire, il arriva 9 heures plus tard, s'offrant même un repas avec du poulet grillé en s'arrêtant sur la piste.
Après son retrait des courses sur circuits en 1923, il continua la compétition avec encore de significatifs résultats en courses de côte. Jusqu'à son décès, il poursuivit sa participation aux développements du sport automobile dans son pays.

## Palmarès

### Titres
- American Championship car racing (AAA), en 1911 et 1918 (deux titres rétrospectifs, décernés par le AAA Contest Board en 1926-27, ainsi que par l'historien américain du sport automobile Russ Catlin en 1951; Chris G. Sinsabaugh pour la revue Motor Age estima également qu'il était le champion pour l'année 1910, à l'époque même);
  - 3e en 1913 et 1917 (rétrospectif également).

### Résultats en championnat racing car AAA
(participation de 1910 à 1922, avec 87 départs: 19 victoires pour 42 podiums et 58 "top 5", ainsi que 2 poles)

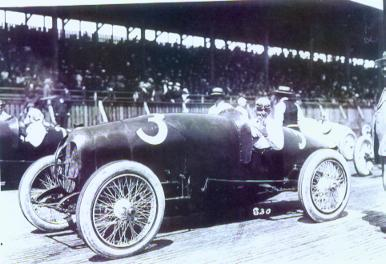
Mulford au speedway de Tacoma, en 1921 sur Monroe Fontenac.

- 1910: Trophée Elgin, dès sa première course AAA (sur 300 miles);
- 1911: Philadelphie race 3, et Coupe Vanderbilt (sur Lozier à Savannah (Géorgie));
- 1912: Brighton Beach;
- 1913: Colombus;
- 1914: Galvesto race 1, 2 et 3, et Galesburg;
- 1915: Des Moines;
- 1916: Sheepshead Bay race 1B;
- 1917: Omaha, Providence race 1 et Chicago race 5;
- 1918: Uniontown race 2, 5 et 7;
- 1919: Sheepshead Bay race 2 et 3.

### Résultats à l'Indy 500
- 2e en 1911, sur Lozier;
- 2 "top 5", et 6 "top 10";
- 10 participations entre 1911 et 1922 (malgré une interruption de 2 années par le premier conflit mondial).

### Résultats au Grand Prix des USA
- 1908: abandon sur Lozier;
- 1910: 4e sur Lozier;
- 1911: 7e sur Lozier;
- 1912: non qualifié (sur Knox).

### Records
- En 1921, il établit coup sur coup 8 records de vitesse à Uniontown, sur une Paige.

### Principales victoires en endurance
- 600 milles au sealed Bonnett de l'Automobile Club of America, sur Lozier Touring de 40HP entre les 19 et 22 juin 1907[3];
- 24 Heures de Point Breeze près de Philadelphie, avec Harry Michener encore sur Lozier 40HP, les 28 et 29 juin 1907 (course internationale face à des Mercedes et des Darracq, après celle des 24 et 25 mai de la même année remportée en ce lieu par Joseph Brown et Robert Maynes sur Autocar 30)[4];
- Boston-Keene (New Hampshire) 206 milles course d'endurance, en 1907 également;
- 24 Heures de Brighton Beach à Coney Island, pointe sud de l'arrondissement de Brooklyn à New York, avec Harry Cobe sur Lozier 60HP 6 cylindres, en 1908 (2e édition internationale, les 11 et 12 septembre, avec un nouveau record de distance parcourue), et 1909 (également record de distance, la course étant décalée en octobre pour la veille de son mariage)[5], puis 2e en 1910 sur Stearns.

### Principales victoires en courses de côtes
- Pikes Peak International Hill Climb : la seconde course de 1916, sur Hudson Super-Six Special (et record d'ascension, première édition de l'épreuve organisée à l'initiative de Spencer Penrose) ;
- Course de côte du Mont Washington, en 1923, sur Chandler (et record d'ascension).